# Great Bend (Dakota del Norte)
Great Bend es una ciudad ubicada en el condado de Richland en el estado estadounidense de Dakota del Norte. En el censo de 2010 tenía una población de 60 habitantes y una densidad poblacional de 41,82 personas por km².

## Geografía
Great Bend se encuentra ubicada en las coordenadas 46°9′17″N 96°48′4″O / 46.15472, -96.80111, al sureste del estado, a poca distancia del río Rojo del Norte que la separa de Minnesota, e igualmente, a poca distancia al norte de Dakota del Sur. Según la Oficina del Censo de los Estados Unidos, Great Bend tiene una superficie total de 1.43 km², de la cual 1.43 km² corresponden a tierra firme y (0%) 0 km² es agua.

## Demografía
Según el censo de 2010, había 60 personas residiendo en Great Bend. La densidad de población era de 41,82 hab./km². De los 60 habitantes, Great Bend estaba compuesto por el 100% blancos, el 0% eran afroamericanos, el 0% eran amerindios, el 0% eran asiáticos, el 0% eran isleños del Pacífico, el 0% eran de otras razas y el 0% pertenecían a dos o más razas. Del total de la población el 0% eran hispanos o latinos de cualquier raza.